# 昭通市第一中学
27°19′32″N 103°43′29″E / 27.3256°N 103.7246°E
云南省昭通市第一中学（简称“昭通一中”），位于云南省昭通市昭阳区，是云南省一级一等高级中学。

## 学校历史
- 1913年创建，始称省立第二师范学校。
- 1917年，改称省立第二中学。
- 1932年，改称省立昭通中学。
- 1953年，改称昭通第一中学。
- 1972年，改称昭通地区第一中学。
- 2001年，昭通撤地建市，改称昭通市第一中学。
- 2002年，昭通市第一中学和昭通市第二中学两校合并办学，改称现名昭通第一中学，停办初中，转为高级中学。
- 2011年，学校晋升为云南省一级一等高级中学。[2]